# 班尼奧夫帶

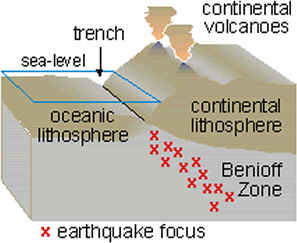
美國地質調查局繪製的班尼奧夫帶簡圖。

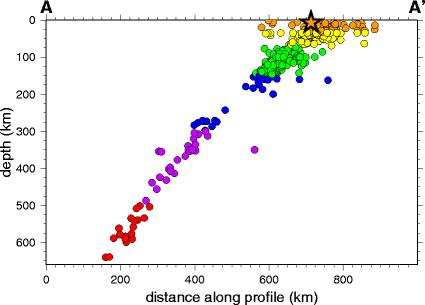
千島群島隱沒帶的地震剖面圖，星號代表2006年11月15日發生的規模8.3 M_{w}2006年千島群島地震。

和達－班尼奧夫帶（英語：Wadati–Benioff zone，或稱為Benioff–Wadati zone、Benioff zone、Benioff seismic zone），中文一般稱為班尼奧夫帶，或稱為瓦班氏帶、班氏帶，是隱沒帶深處的地震活動區域。沿著班尼奧夫帶的板塊差異位移是觸發深層地震的原因，深度最深可達約670公里。該區域名稱來自兩位各自獨立發現它的地震學家：加州理工學院的胡戈·班尼奧夫和日本氣象廳的和達清夫。

## 概要

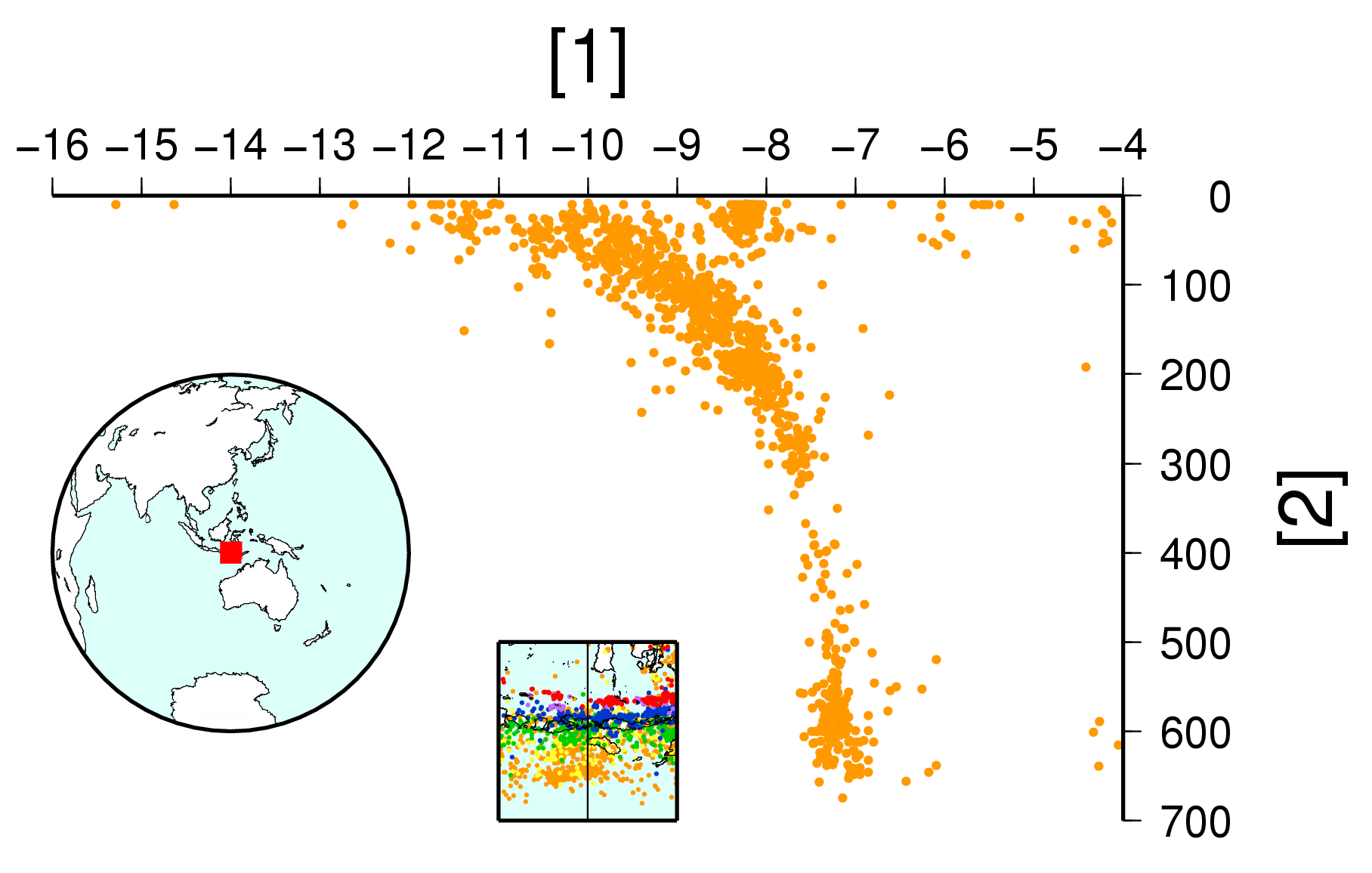
小巽他群岛的班尼奧夫帶。

已成形的火山島弧和大陸邊緣的下方是活動的隱沒帶。這些區域是沿著隱沒帶逆衝斷層的滑移區或向下移動的板塊滑動區；而這些區域因為板塊被拉入地函而彎曲並伸長。沿著這些區域發生的深層地震讓地震學家可以繪製隱沒中的海洋地殼層板與地函的三維圖。這個區域的傾角和隱沒中的層板是相同的。

## 實例
在南太平洋沿著汤加海沟的地震帶，島嶼下的傾角接近45°，並且震源深度達到600公里。另一個例子則是在日本最大島本州，當地的班尼奧夫帶在立體圖上是兩條由震源深度資料點組成的線，並且兩條線之間相距數十公里